# Atlas UFO Robot (album)
Atlas UFO Robot è un album in studio del gruppo musicale italiano Actarus, pubblicato nel 1978. L'album contiene le sigle dell'anime giapponese UFO Robot Goldrake.

## Descrizione
In Italia sono stati realizzati tre adattamenti cinematografici non autorizzati della serie televisiva, nati da un'operazione di montaggio di vari episodi: Goldrake all'attacco, Goldrake l'invincibile e Goldrake addio. Il primo, sottotitolato La più grande avventura di UFO Robot, presenta una colonna sonora modificata in cui sono stati aggiunti a più riprese i nove brani in italiano tratti da questo album.
L'album è stato pubblicato nel 1978 dall'etichetta discografica Cetra in formato LP con numero di catalogo LPX 70 e in musicassetta dalla Fonit Cetra con numero di catalogo MC 293. L'album è stato ristampato in formato CD dalla Warner Strategic Marketing Italy e dalla d/vibe (etichetta discografica di d/visual) in due differenti edizioni su CD nel 2005. Nel 2018 ne è stata pubblicata una ristampa commemorativa filologica in formato vinilico dalla Warner Music Italy per il quarantesimo anniversario dell'uscita del disco in occasione del Record Store Day.
La copertina dell'album è costituita da un poster apribile. Tale caratteristica è stata conservata nella ristampa su CD del 2005 della Warner Music - che contiene inoltre la traccia aggiuntiva Shooting Star, sigla finale della prima serie dell'anime UFO Robot Goldrake - e nella ristampa in vinile del 2018.

## Tracce
LP/MC 1978, LP 2018
Testi e musiche di Ares Tavolazzi, Ellade Bandini, Luigi Albertelli, Vince Tempera.
1. Ufo Robot – 2:55
2. Rigel (feat. Fabio Concato) – 3:22
3. Venusia (feat. Dominique Regazzoni) – 3:57
4. Alcor – 3:02
5. Vega – 4:14
6. Goldrake – 3:26
7. Pianeta Terra – 4:32
8. Atlas Ufo Robot – 4:37
9. Procton (feat. Fabio Concato) – 4:03

Durata totale: 34:08
CD 2005
Testi e musiche di Ares Tavolazzi, Ellade Bandini, Luigi Albertelli, Vince Tempera.
1. Ufo Robot – 2:55
2. Rigel (feat. Fabio Concato) – 3:22
3. Venusia (feat. Dominique Regazzoni) – 3:57
4. Alcor – 3:02
5. Vega – 4:14
6. Goldrake – 3:26
7. Pianeta Terra – 4:32
8. Atlas Ufo Robot – 4:37
9. Procton (feat. Fabio Concato) – 4:03
10. Shooting Star – 3:05

Durata totale: 37:13

## Formazione
- Dominique Regazzoni – voce
- Fabio Concato – voce, cori
- Michel Tadini – voce, cori
- Julius Farmer – basso
- Ellade Bandini – batteria
- Ares Tavolazzi – basso, cori
- Massimo Luca – chitarra elettrica, cori, chitarra acustica
- Vince Tempera – tastiera, sintetizzatore
- Renè Mantegna – percussioni